# EFLカップ2021-2022
EFLカップ2021-2022は、2021年8月7日から2022年2月27日 の期間に開催された通算62回目のEFLカップ。決勝ではリヴァプールがPK戦の末にチェルシーを破り、9回目の優勝を果たした。

## 1回戦
リーグ2（4部）から24クラブ、リーグ1（3部）から24クラブ、チャンピオンズ（2部）から22クラブの合計70クラブが1回戦に参加する。北部と南部の各地区に振り分けられて対戦カードが組まれる。試合は8月第2週から始まる予定である。組み合わせ抽選会は2021年6月24日にスカイスポーツニュースで行われた。

### 北セクション
| 2021年8月1日                              | シェフィールド・ウェンズデイ (3) | 0–0 (2–4 PK戦)                      | ハダースフィールド・タウン (2) | シェフィールド                                                   |
| 13:00 BST                                 |                                  | レポート                            |                                | 競技場: ヒルズボロ・スタジアム 観客数: 12860人 主審: Darren Bond |
|                                           | PK戦                             |                                     |                                |                                                                  |
| ハッチンソン アデニラン ルオンゴ パーマー |                                  | ローズ トーマス シナニ オブライエン |                                |                                                                  |

| 2021年8月10日                                            | ダービー・カウンティ (2)                                           | 3-3 (5–3 PK戦)                      | サルフォード・シティ (4)              | ダービー                                                              |
| 19:45 BST                                                | ハッチンソン 43分 · カジム＝リチャーズ 71分 (pen.) · モリソン 82分 | レポート                            | ターンブル · モリス 14分, 74分 (pen.) | 競技場: プライド・パーク・スタジアム 観客数: 4,747人 主審: James Bell |
|                                                          | PK戦                                                               |                                     |                                       |                                                                       |
| シニー カジム＝リチャーズ ブラウン フォーサイス ワトソン |                                                                    | モリス バージェス トゥーレイ ランド |                                       |                                                                       |

| 2021年8月10日 | ハートリプール・ユナイテッド (4) | 0-1      | クルー・アレクサンドラ (3) | ハートルプール                                             |
| 19:00 BST     |                                  | レポート | エインリー 50分            | 競技場: Victoria Park 観客数: 3,149人 主審: Thomas Bramall |

| 2021年8月10日                                  | シュルーズベリー・タウン (3) | 2-2 (4-2 PK戦)                            | リンカーン・シティ (3)          | シュルーズベリー                                     |
| 19:45 BST                                      | ウドゥ 69分, 79分            | レポート                                  | フーパー 49分 · ビショップ 52分 | 競技場: New Meadow 観客数: 2,069人 主審: Andy Haines |
|                                                | PK戦                         |                                           |                                 |                                                      |
| ベネット ナース デイヴィス ベラ ブロックシャム |                              | スカリー フーパー サンダース フィオリーニ |                                 |                                                      |

| 2021年8月10日 | マンスフィールド・タウン (4) | 0-3      | プレストン・ノースエンド (2)              | マンスフィールド                                    |
| 19:45 BST     |                              | レポート | シンクレア 45+1分, 81分 · ヤコブセン 71分 | 競技場: Field Mill 観客数: 2,526人 主審: Ross Joyce |

| 2021年8月10日 | ポート・ヴェイル (4) | 1-2      | サンダーランド (3)                       | ストーク＝オン＝トレント                            |
| 19:45 BST     | プロクター 67分      | レポート | ホークス 40分 · オブライエン 50分 (pen.) | 競技場: Vale Park 観客数: 3,267人 主審: Sam Allison |

| 2021年8月10日 | シェフィールド・ユナイテッド (2) | 1-0      | カーライル・ユナイテッド (4) | シェフィールド                                          |
| 19:45 BST     | ブリュースター 24分              | レポート |                              | 競技場: Bramall Lane 観客数: 6,778人 主審: James Oldham |

| 2021年8月10日 | ハローゲート・タウン(4) | 中止 | ロッチデールAFC (4) | ハロゲイト            |
| 19:45 BST     |                         |      |                     | 競技場: Wetherby Road |

| 2021年8月10日 | ストーク・シティ (2)          | 2-1      | フリートウッド・タウン (3) | ストーク＝オン＝トレント                                         |
| 19:45 BST     | サリッジ 45分 · サウター 77分 | レポート | チェスター 90+4分 (o.g.)   | 競技場: Bet365スタジアム 観客数: 4,694人 主審: Anthony Backhouse |

| 2021年8月10日                                                                | ウォルソール (4) | 0-0 (3-4 PK戦)                                                           | ドンカスター・ローヴァーズ (3) | ウォルソール                                            |
| 19:45 BST                                                                    |                  | レポート                                                                 |                                | 競技場: Bescot Stadium 観客数: 2,384人 主審: John Busby |
|                                                                              | PK戦             |                                                                          |                                |                                                         |
| ウィルキンソン フィリップス オサデベ イヤリング キアーナン ウォード キンセラ |                  | ガードナー クローズ チュクール ウィリアムズ バーロウ アンダーソン ノイル |                                |                                                         |

| 2021年8月10日                                        | オールダム・アスレティック (4)           | 2-2 (4-3 PK戦)                                       | トレンメア・ローヴァーズ (4)    | オールダム                                               |
| 19:45 BST                                            | バアンブラ 59分 · デイヴィス 68分 (o.g.) | レポート                                             | フォーリー 40分 · ネビット 51分 | 競技場: Boundary Park 観客数: 2,684人 主審: Scott Oldham |
|                                                      | PK戦                                     |                                                      |                                 |                                                          |
| ハート ケイラーダン ジェイムソン ストッブス アダムス |                                          | スピーリング グラッツェル モリス クラーク Dieseruvwe |                                 |                                                          |

| 2021年8月10日 | ロザラム・ユナイテッド (3) | 1-2      | アクリントン・スタンリー (3)      | ロザラム                                                   |
| 19:45 BST     | サドリアー 76分            | レポート | チャールズ 38分 · ビショップ 86分 | 競技場: New York Stadium 観客数: 3,131人 主審: Will Finnie |

| 2021年8月10日 | バロー (4) | 1-0      | スカンソープ・ユナイテッド (4) | バロー＝イン＝ファーネス                                    |
| 19:45 BST     | シー 50分  | レポート |                                | 競技場: Holker Street 観客数: 1,320人 主審: Oliver Langford |

| 2021年8月10日 | ハル・シティ (2)     | 1-1 (7-8 PK戦) | ウィガン・アスレティック (3) | キングストン・アポン・ハル                            |
| 19:45 BST     | ルイス-ポッター 55分 | レポート       | ハンフリーズ 50分            | 競技場: KCスタジアム 観客数: 4,139人 主審: Martin Coy |

| 2021年8月10日                                     | ボルトン・ワンダラーズ (3) | 0-0 (5–4 PK戦)                        | バーンズリー (2) | ボルトン                                                                             |
| 20:00 BST                                         |                            | レポート                              |                  | 競技場: ユニバーシティ・オブ・ボルトン・スタジアム 観客数: 7,147人 主審: Ollie Yates |
|                                                   | PK戦                       |                                       |                  |                                                                                      |
| Sarcevic イスグローヴ Bakayoko カチュンガ Sheehan |                            | ベンソン Kane ヘリク J. Williams Cole |                  |                                                                                      |

| 2021年8月10日 | ブラックバーン・ローヴァーズ (2) | 1-2      | モアカムFC (3)                                       | ブラックバーン                                                |
| 19:45 BST     | Dolan 22分                       | レポート | コール・ストックトン 52分 · フィリップス 84分 (pen.) | 競技場: イーウッド・パーク 観客数: 5,283人 主審: Steve Martin |

| 2021年8月11日 | ブラックプール (2)                                  | 3-0      | ミドルズブラ (2) | ブラックプール                                                         |
| 19:45 BST     | コノリー 31分 · ラヴェリー 77分 · アンダーソン 78分 | レポート |                  | 競技場: ブルームフィールド・ロード 観客数: 5,836人 主審: Robert Madley |

| 2021年8月11日 | ノッティンガム・フォレスト (2) | 2-1      | ブラッドフォード・シティ (4) | ノッティンガム                                                |
| 19:45 BST     | カルヴァーリョ 39分, 41分      | レポート | クック 54分                  | 競技場: シティ・グラウンド 観客数: 9,514人 主審: Peter Wright |

### 南セクション
| 2021年7月31日 | ボーンマス (2)                                                      | 5–0      | ミルトン・キーンズ・ドンズ (3) | ボーンマス                                           |
| 15:00 BST     | ブルックス 35分, 83分 · ソランケ 47分 · ビリング 72分 · Saydee 80分 | レポート |                                | 競技場: Dean Court 観客数: 5,746人 主審: Sam Purkiss |

| 2021年8月10日                      | ケンブリッジ・ユナイテッド (3) | 0-0 (3–1 PK戦)                    | スウィンドン・タウン (4) | ケンブリッジ                                              |
| 19:45 BST                          |                                | レポート                          |                          | 競技場: Abbey Stadium 観客数: 1,825人 主審: Trevor Kettle |
|                                    | PK戦                           |                                   |                          |                                                           |
| アイアンサイド スミス ウィリアムズ |                                | ペイン マッカーディ リード ハント |                          |                                                           |

| 2021年8月10日 | エクセター・シティ (4) | v | ウィコム・ワンダラーズ (3) | エクセター            |
| 19:45 BST     |                        |   |                            | 競技場: St James Park |

| 2021年8月10日 | クローリー・タウン (4) | v | ジリンガム (3) | クローリー                 |
| 19:30 BST     |                        |   |                | 競技場: Broadfield Stadium |

| 2021年8月10日 | イプスウィッチ・タウン (3) | 0-1      | ニューポート・カウンティ (4) | イプスウィッチ                                           |
| 19:45 BST     |                            | レポート | Abraham 4分                  | 競技場: ポートマン・ロード 観客数: 6,144 主審: Neil Hair |

| 2021年8月10日 | フォレストグリーン・ローヴァーズ (4) | v | ブリストル・シティ (2) | Nailsworth           |
| 19:45 BST     |                                      |   |                        | 競技場: The New Lawn |

| 2021年8月10日 | レディング (2) | v | スウォンジー・シティ (2) | レディング                       |
| 20:00 BST     |                |   |                          | 競技場: マデイスキー・スタジアム |

| 2021年8月10日 | カーディフ・シティ (2)                  | 3-2      | サットン・ユナイテッド (4) | カーディフ                                                            |
| 19:00 BST     | ワトキンス 44分, 50分 · マーフィー 83分 | レポート | Wilson 4分 · Rowe 90分     | 競技場: カーディフ・シティ・スタジアム 観客数: 3,500 主審: Josh Smith |

| 2021年8月10日 | ブリストル・ローヴァーズ (4) | v | チェルトナム・タウン (3) | ブリストル                     |
| 19:45 BST     |                              |   |                          | 競技場: メモリアル・スタジアム |

| 2021年8月10日 | ピーターバラ・ユナイテッド (2) | v | プリマス・アーガイル (3) | ピーターバラ                         |
| 19:45 BST     |                                |   |                          | 競技場: ロンドン・ロード・スタジアム |

| 2021年8月10日 | スティヴネイジ (4) | v | ルートン・タウン (2) | スティーブニッジ      |
| 19:45 BST     |                    |   |                      | 競技場: Broadhall Way |

| 2021年8月10日 | ミルウォール (2) | v | ポーツマス (3) | Bermondsey                       |
| 19:45 BST     |                  |   |                | 競技場: ニュー・デン・スタジアム |

| 2021年8月10日 | バーミンガム・シティ (2) | v | コルチェスター・ユナイテッド (4) | バーミンガム                             |
| 19:45 BST     |                          |   |                                  | 競技場: セント・アンドルーズ・スタジアム |

| 2021年8月10日 | チャールトン・アスレティック (3) | v | AFCウィンブルドン (3) | チャールトン       |
| 19:45 BST     |                                  |   |                       | 競技場: The Valley |

| 2021年8月11日 | バートン・アルビオン (3) | v | オックスフォード・ユナイテッド (3) | Burton upon Trent          |
| 19:45 BST     |                          |   |                                    | 競技場: ピレリ・スタジアム |

| 2021年8月11日 | コヴェントリー・シティ (2) | v | ノーサンプトン・タウン (4) | コヴェントリー           |
| 19:45 BST     |                            |   |                            | 競技場: リコー・アリーナ |

| 2021年8月11日 | レイトン・オリエント (4) | v | クイーンズ・パーク・レンジャーズ (2) | レイトン              |
| 19:45 BST     |                          |   |                                      | 競技場: Brisbane Road |

## 2回戦
2回戦では、1回戦で勝利した35クラブと、1回戦に参加していないチャンピオンシップ(2部相当)の2クラブ、そして欧州大会に参加していないプレミアリーグの13クラブ、計50クラブが参加する。1回戦と同じように南北で分かれて対戦カードが組まれる。
組み合わせ抽選会は2021年8月11日に行われた。

## 3回戦
2回戦を勝ち上がった25クラブと、欧州大会に参加している7クラブの計32クラブが対戦する。組み合わせ抽選会は2021年8月25日に行われた。

## 4回戦
3回戦を勝ち上がった16クラブが対戦する。
| 2021年10月26日2or27日 | チェルシー (1) | v | サウサンプトン (1) | フラム                           |
| BST                   |                |   |                    | 競技場: スタンフォード・ブリッジ |

| 2021年10月26日 or 27日 | アーセナル (1) | v | リーズ・ユナイテッド (1) | Holloway                       |
| BST                    |                |   |                          | 競技場: エミレーツ・スタジアム |

| 2021年10月26日 | クイーンズ・パーク・レンジャース (2) | v | サンダーランド (3) | シェパーズ・ブッシュ                                       |
| BST            |                                      |   |                    | 競技場: カイヤン・プリンス・ファウンデーション・スタジアム |

| 2021年10月27日 | ストーク・シティ (2) | v | ブレントフォード (1) | ストーク＝オン＝トレント |
| BST            |                      |   |                      | 競技場: Bet365スタジアム |

| 2021年10月27日 | ウェストハム・ユナイテッド (1) | v | マンチェスター・シティ (1) | ストラトフォード             |
| BST            |                                |   |                            | 競技場: ロンドン・スタジアム |

| 2021年10月27日 | レスター・シティ (1) | v | ブライトン&ホーヴ・アルビオン (1) | レスター                           |
| BST            |                      |   |                                   | 競技場: キング・パワー・スタジアム |

| 2021年10月27日 | バーンリー (1) | v | トッテナム・ホットスパー (1) | バーンリー             |
| BST            |                |   |                              | 競技場: ターフ・ムーア |

| 2021年10月27日 | プレストン・ノースエンド (2) | v | リヴァプール (1) | プレストン             |
| BST            |                              |   |                  | 競技場: ディープデイル |

## 決勝
| チェルシー | 0–0 (延長) | リヴァプール |
| --- | ---------- | --- |
| | レポート   | |
| PK戦 |            | |
| アロンソ ルカク ハフェルツ ジェームズ ジョルジーニョ リュディガー カンテ ヴェルナー チアゴ・シウバ チャロバー アリサバラガ | 10–11      | ミルナー ファビーニョ ファン・ダイク アレクサンダー＝アーノルド サラー ジョッタ オリジ ロバートソン エリオット コナテ ケレハー |

| Chelsea | Liverpool |